# Адерхолт, Роберт
Роберт Браун Адерхолт (англ. Robert Brown Aderholt, род. 22 июля 1965, Хейливилл, Алабама) — американский политик, представляющий Республиканскую партию. Член Палаты представителей США от четвёртого избирательного округа Алабамы с 3 января 1997 года.

## Биография
Посещал Университет Северной Алабамы и Колледж Бирмингем-Саутерн, который в 1987 году окончил со степенью бакалавра искусств. В 1990 году получил степень доктора права в Сэмфордском университете, затем занимался частной юридической практикой.
В 1992 году был назначен муниципальным судьей Хейливилла, в том же году был делегатом на национальном предвыборном съезде Республиканской партии. В 1995 году стал помощником губернатора Фоба Джеймса.
В 1996 году баллотировался в Палату представителей США по четвёртому округу Алабамы. Демократ Том Бевилл, представлявший этот округ на протяжении 30 лет, уходил на пенсию. Эта кампания была одной из самых соревновательных, агитировать за Адерхолта в Алабаму приезжал спикер Палаты представителей Ньют Гингрич. На прошедших выборах Адерхолт победил, набрав 49,9 % голосов избирателей против 48,2 % у его оппонента-демократа Боба Уилсона. Впоследствии переизбирался с большим перевесом, в том числе четыре раза на безальтернативных выборах (в 2004, 2010, 2014 и 2016 годах).